# Miss Martian
Miss Martian (vero nome M'gann M'orzz, alias Megan Morse) è un personaggio dei fumetti statunitensi pubblicati da DC Comics.

## Storia di pubblicazione
Miss Martian fu creata da Geoff Johns e Tony Daniel e comparve per la prima volta in Teen Titans n. 37 (2006). Il suo vero nome è “Megan Morse” nome ispirato a quello della moglie di Ben Morse, editore della Marvel Comics, Megan. Tra l'altro, Morse è un amico di Geoff Johns.

## Biografia del personaggio
Miss Martian è una marziana bianca nota come M'gann M'orzz. Fu membro dei Teen Titans durante l'anno tra gli eventi descritti in Crisi infinita e in Un anno dopo, e sulla Terra, il suo nome si semplifica in Megan Morse.
M'gann M'orzz fu originariamente inviata con un razzo da Marte al sistema Vega, per fuggire alla guerra civile tra i Marziani verdi e i Marziani bianchi. Finora non è ancora noto come arrivò sulla Terra da Vega.
Inizialmente, M'gann finse di essere una marziana verde, come Martian Manhunter, e si unì ai Teen Titans. Dopo che i suoi sentimenti furono feriti dall'intensità e dal fraintendimento dei suoi nuovi compagni di squadra, M'gann lasciò i Titans per diventare un'eroina in Australia, e anche se i Titans credettero che fosse una traditrice, si scoprì che la vera traditrice era la sua accusatrice, Bombshell. Dopo aver aiutato la squadra a sconfiggere Bombshell e aver dimostrato la sua lealtà, fu accettata come membro a pieno titolo dei Titans.
M'gann e Cyborg viaggiarono fino a Belle Reve per interrogare Bombshell: M'gann utilizzò la sua telepatia su Bombshell, scoprendo l'esistenza dei Titans East (Bombshell sembrò venire uccisa tempo dopo da Batgirl sotto controllo mentale, ma infine si riprese). M'gann si batté con Sun Girl, che affermò di venire da un futuro in cui i Marziani sono schiavi a causa di qualcosa che M'gann farà (Sun Girl affermò anche che nel futuro, M'gann sarebbe stata la sua schiava). Incapace di convincere Sun Girl a rivelarle cosa farà nel futuro, M'gann si tuffò nell'oceano e quindi colpì Sun Girl con una massiccia onda d'acqua che spense le sue fiamme.
I Titans Tomorrow comparvero con M'gann come membro. Qui, aveva un look totalmente diverso, avendo abbracciato la sua cultura marziana. Cambiando il suo nome in Martian Manhunter, fu raggiunta dalla sua controparte del presente, e come risultato di questo incontro, la consapevolezza del suo sé futuro si rifugiò nella mente di M'gann. Un epilogo della storia Titans of Tomorrow: Today! descrive Miss Martian otto anni nel futuro, dove si accordò segretamente con Luthor e Tim Drake, il Robin di quell'epoca e con cui ebbe una relazione, per clonare numerosi Titans deceduti, inclusi Nightwing, Arsenal, Superboy e Kid Flash.
M'gann fu attaccata da Disruptor dei Terror Titans, le cui armi quasi la separarono dalla sua sé del futuro, e fu quindi catturata e gettata in una stanza insieme a Kid Devil, che fu brutalmente condizionato e portato a credere di essere una bestia senza cervello. M'gann tentò di calmare la sua mente con la sua telepatia, ma sfortunatamente una versione reincarnata di Nonnina Bontà trovò un modo per inibire le sue abilità marziane.
Megan finalmente trovò una soluzione per ricostituire la razionalità nella mente di Eddie, e insieme riuscirono a scappare. Tornati alla Titans Tower, Megan sottintese che il suo incontro con Disruptor le permise di sopraffare la coscienza della sua controparte futura, anche se questa sembrò essere ancora in grado di comunicare con lei. M'gann riuscì tuttavia a zittirla semplicemente minacciandola di attaccare i cuccioli carini, per esempio inviandole immagini di carineria e amore.
Più avanti, però, Megan cominciò a mostrare segni di instabilità nel sottomettere la sua parte malvagia, per esempio comparendo davanti ai suoi compagni con la pelle completamente bianca invece del solito colore verde preferito. Anche lei sembrò rimanere sorpresa quanto il resto della squadra di questo cambiamento, e così giunse alla conclusione di lasciare i Teen Titans per un periodo imprecisato di tempo. Prima di andarsene, però, salutò i Titans e ammise a Eddie che lui le sarebbe mancato più di tutti, per cui Eddie si chiese se lo stesse paragonando allo Spaventapasseri del Mago di Oz.
Lo scrittore di Teen Titans, Sean McKeever affermò che la partenza di M'gann dai Titans è parte di una lunga storia su cui sta lavorando e che ritornerà nella squadra poco tempo dopo.
Quando Nightwing proclamò nuovo leader dei Titans, Beast Boy, Megan fu l'unico membro della squadra che si offrì di supportarlo. Mentre il resto della squadra era impegnato a litigare con lui, Megan fu attaccata e catturata da un nuovo criminale chiamato Wyld, ma dopo una vigorosa battaglia, Megan fu liberata dai suoi compagni.
Ad un certo punto prima di ciò, Megan operò in una missione individuale dove sconfisse Brik dopo che questi cercò di rapire una giovane ragazza e tenerla per un riscatto. Pochi secondi dopo aver messo al tappeto il suo assalitore, Megan ricevette una visita da Jay Garrick, che la reclutò per una ragione sconosciuta. Nel finale di Justice League: Cry for Justice, si scoprì che Jay garrick l'aveva chiamata perché aiutasse a interrogare Prometheus, che distrusse Sun City. Quando cercò di leggere la sua mente, Megan fu messa al tappeto da speciali difese mentali che Prometheus mise in atto dopo l'incontro di Martian Manhunter.
Megan accompagnò poi i suoi compagni Titans alla città di Dakota al fine di cercare Static, che era scomparso. Dopo che anche Wonder Girl, Raven e Bombshell furono rapite, i Titans restanti, con a capo il leader Nightwing, riuscirono a rintracciarle dentro un bunker rinforzato e a liberarle.

### Till'All
Miss Martian fu introdotta molto presto a seguito di una miniserie dedicata a Martian Manhunter dove J'onn divenne amico di un Marziano Bianco di nome Till'All e che presentò alla Justice League. Si pensò che in origine si doveva scoprire Till'All era in realtà M'gann M'orzz, e che questa rivelazione era da retconnettere al suo essere una marziana bianca femmina perché l'editoriale della DC non si sentì a suo agio con l'idea del travestitismo marziano dopo che Megan ebbe numerose relazioni con altri personaggi.

### Nel giorno più splendente
Durante il giorno più splendente, Batman chiese a Megan di contattare Superman dopo che fu catturato da Alan Scott, ora impazzito. Dopo essere salita a bordo della Torre di Guardia, chiamò mentalmente Starman e cominciò a trasmettergli le informazioni riguardanti la sua prigione, ma questa connessione la tramutò nella sua forma marziana e la costrinse ad attaccare la Justice League. Prima che Megan potesse ferire qualcuno dei suoi compagni eroi, fu messa al tappeto da Supergirl, che suggerì che forse era sotto il controllo mentale della Starheart, l'entità cosmica che fornì Alan Scott dei suoi poteri.
Più o meno in questo periodo, il neo-resuscitato Martian Manhunter contattò la Titans Tower al fine di parlare con Megan, e gli fu detto da Superboy che se ne era andata per prendersi del tempo dalla squadra. J'onn si diresse verso l'Australia per trovare Megan e chiederle se avesse qualche informazione riguardo a una serie di omicidi che sembravano essere stati commessi da un marziano, ma in realtà la trovò legata e brutalmente percossa. Mentre le forniva aiuto, J'onn fu contattato dall'Entità, e le ferite di Megan furono subito guarite. Una volta ripresa, avvertì che c'era un altro marziano sulla terra, e quando J'onn le chiese chi le avesse fatto del male, Megan affermò che fu attaccata da una marziana verde.
Dopo una missione per salvare Raven dalla dimensione di Wyld, Megan cadde in coma. Cyborg e una scienziata di nome Rochelle Barnes portarono Megan ai laboratori Cadmus al fine di trovar un modo per aiutarla, e Static (che perse i suoi poteri dopo una battaglia con Wyld) andò con lei, affermando che avrebbe dovuto avere un Titan al suo fianco mentre si riprendeva. Il numero terminò con una nota che affermava che la storia si sarebbe risolta nella nuova serie di Static, che sarebbe stata lanciata nel 2011.
Non più un membro dei Titans, Miss Martian fu attaccata da uno psichico adolescente di nome Alexander, che la rapì e la usò come esca per attirare Supergirl in una trappola. Dopo aver sconfitto Supergirl, M'gann utilizzò le sue abilità per fare il lavaggio del cervello a Blue Beetle e Robin perché aiutassero Alexander. Fu successivamente rivelato però che Miss Martian non fu mai sotto il controllo di Alexander, tanto per cominciare; finse di esserlo mentre utilizzava la sua telepatia per dire a Supergirl il suo piano, quindi riempì la mente di Alexander con feedback mentali, distraendolo abbastanza da permettere a Supergirl di batterlo.
Insieme a un gruppo di ex Titans, M'gann ritornò per aiutare la squadra durante la battaglia finale contro Superboy-Prime e la Legione del destino. Lavorando al fianco di Solstice, riuscì finalmente a sconfiggere la sua vecchia nemesi, Sun Girl.

### The New 52
In The New 52 (un rinnovamento dell'Universo DC), Red Robin tenne una conferenza stampa dove Lex Luthor mostrò fotografie di M'gann come parte di una presentazione circa le forme di vita aliene sulla Terra.

## Poteri e abilità
Miss Martian possiede le stesse abilità di Martian Manhunter e di tutti gli altri marziani. Possiede forza super umana e resistenza paragonabile a quella dei kryptoniani. È invulnerabile e la si vide respingere attacchi della potenza di quelli di Despero. Può anche enfatizzare questa invulnerabilità rendendosi super densa e le permette di sopravvivere nel vuoto dello spazio. Possiede l'abilità di cambiare forma e può utilizzare questa abilità per guarirsi ad alta velocità. La sua abilità di mutaformarsi può essere utilizzata a volontà e con applicazioni illimitate, incluse le adozioni di aspetti umani o mostruosi, l'allungamento dei suoi arti, l'aumento della sua taglia, l'alterazione delle composizioni chimiche del suo corpo, ecc. Questo le permette di essere in grado di espandere o allungare i suoi arti e creare armi dal suo corpo. Questo controllo sulla sua struttura molecolare le dà anche l'abilità di rendersi invisibile e intangibile.
È una potente psichica con abilità di telepatia e telecinesi. Può utilizzare la telecinesi per manipolare, muovere, controllo e far levitare oggetti, e può utilizzarla per volare. La sua telepatia è una delle sue più forti abilità e la introduce a una vasta varietà di abilità inclusi la lettura della mente, la comunicazione mentale, la proiezione mentale di pensieri estranei, la creazione di illusioni, la localizzazione di esseri senzienti, l'invisibilità mentale, le scansioni mentali, il controllo sulle menti altri, la manipolazione della memoria, l'induzione del sonno, i viaggi astrali, e il trasferimento diretto di informazioni ad altre persone. Le sue abilità psioniche si possono anche manifestare in un colpo telecinetico o uno scudo. Un'altra applicazione dei suoi poteri è la sua vista marziana, in cui espelle energia dagli occhi. I Marziani hanno nove sensi se paragonati agli esseri umani, cosa che le dà una percezione più forte del mondo.
Da adulta, nella storia Titans of Tomorrow...Today!, l'aspetto della M'gann adulta è quello di una marziana bianca che ha abbracciato la sua eredità (la fisiologia marziana riflette il loro stato mentale). Per compensare la pirofobia, la M'gann adulta indossa uno scudo telecinetico che la protegge dalle fiamme.

### Debolezze
Come tutti marziani, può essere indebolita dal fuoco. Questo deriva nella forma della pirofobia, in quanto il fuoco è il "tallone d'Achille" dei marziani, equivalente kryptoniano della Kryptonite. L'esposizione al fuoco le causa la perdita dell'abilità di mantenere la sua forma fisica, contorcendosi e "fondendosi" in una pozza di plasma verde. Si rivelò durante la storia Trial by Fire, che la debolezza dei marziani al fuoco è un effetto implicito psicosomatico, piazzato in antichità nei marziani dai Guardiani dell'Universo. Lo scopo di ciò era di prevenire che i Marziani regredissero allo stato precedente in cui erano altamente aggressivi, sull'orlo della conquista interstellare, e richiedevano le fiamme e la sofferenza fisica degli altri al fine di riprodursi.

## Altre versioni
Miss Martian compare in Smallville Season 11, basato sull'omonima serie televisiva. In questa continuità, M'gann è una marziana bianca tenuta prigioniera da Checkmate, ed è sorvegliata da King Faraday, uno scienziato che cominciò ad avere un legame con lei dopo la scomparsa della propria figlia. M'gann cominciò ad adattare il suo aspetto su quello della ragazza scomparsa e si chiamò "Megan Morse". Dopo la morte di Faraday, Megan cominciò a uccidere indiscriminatamente le persone "cattive" finché Batman e Martian Manhunter non la trovarono. Anche se inizialmente ci furono tensioni tra di loro, si unì a J'onn J'onzz e ne divenne la protetta/nipote. Successivamente si unì alla squadra dei Titans di Jay Garrick ed ebbe una relazione con Conner Kent.

### Smallville: Titans
Miss Martian è un membro della squadra con Superboy, Speedy, Blue Beetle, e Zan e Jayna alla scuola per "dotati" di Jay Garrick.

### Terra-16: I Giusti
Su Terra-16, una versione alternativa di Miss Martian si può intravedere in una scena d'insieme dentro una piscina, anche se non ha dialogo. Terra-16 è una Terra alternativa abitata dagli eredi della generazione meta della Silver Age, o di quelli che hanno ceduto l'attività di combattenti del crimine ai propri protetti. Tuttavia, a causa dei robot preprogrammati da Superman, c'è pochissima attività criminale da combattere, così i metaumani tendono a fare combattimenti tra di loro per sport. Se Miss Martian in questa Terra è un membro o meno dei Teen Titans è ignoto.

## In altri media

### Televisione
- Miss Martian è la protagonista della serie animata Young Justice (basata vagamente sulla serie a fumetti)[29]. Nello show, fu introdotta come nipote di Martian Manhunter. La sua debolezza al fuoco è dovuta all'essere "molto fredda". M'gann ha 48 anni umani, ma solo 16 per gli standard biologici marziani[30]. Affermò di avere dodici sorelle su Marte, indicando quindi che ci potesse essere ancora una società su Marte. Mostrò una grande telepatia e una grande telecinesi, così come nel volo, nel camuffamento (anche se non una vera invisibilità), e mutaforma, ma inizialmente ebbe difficoltà a mascherarsi da uomo (quando ci provava ne otteneva una versione femminile). Eppure, fu in grado di mimare perfettamente Red Tornado (probabilmente a causa della sua natura inorganica e la sua semplice anatomia). La sua abilità mutaforma le permette di guarire più velocemente di un normale essere umano. In più possiede forza e resistenza super umane[31]. Come Kid Flash e Superboy, le sue altre abilità basate su quelle dei fumetti (super velocità, super sensi e vista laser) non sono indicate, anche se citò "trasformazione di densità" come una "tecnica avanzata". Tuttavia, in "Failsafe", Martian Manhunter affermò che è la più potente telepate che avesse mai incontrato in termini di potenza e crescita potenziale, anche se paragonata a lui stesso. M'gann sviluppò una cotta per Superboy dal suo primo incontro, arrossendo quando lui si complimentò con lei in "Dropzone" e quasi lo baciò in "Bereft". Nell'episodio "Terrors", ebbero una relazione sentimentale, che inizialmente mantennero segreta. In "Targets", si unì alla squadra delle cheerleader nel suo primo giorno di scuola. La forma e la personalità umanoide di Miss Martian, così come la sua tipica frase "Sveglia, Megan!" si basa su un personaggio, anche lei chiamata Megan, di una vecchia serie TV che lei seguiva su Marte, e scelse il nome di Conner da un altro personaggio della serie, come rivelato nell'episodio "Image". Quando Garfield Logan ebbe bisogno di una trasfusione di sangue per salvarsi la vita, lei tramutò il suo per adattarlo, salvandogli la vita ma dando inizio alla trasformazione che lo avrebbe reso Beast Boy. Durante una battaglia con Psimon, egli la espose come una marziana bianca, ma lei si nascose dai suoi compagni di squadra. Successivamente, affermò di essere una marziana verde, e che la sua versa forma era quella di una versione femminile dell'aspetto di Martian Manhunter. A causa della sua paura della reazione dei suoi compagni di squadra alla sua forma di marziana bianca, Queen Bee di Bialya la ricattò, ma Miss Martian rivelandosi alla squadra ne ricavò da loro solo uno shock momentaneo. Superboy affermò di aver saputo del suo segreto tempo addietro, quando ebbero una forte connessione mentale in Bialya, e che aveva semplicemente scelto di aspettare per dirglielo. M'gann comparve poi nella seconda stagione, chiamata Young Justice: Invasion, ambientata sette anni nel futuro. Lei rimase con la squadra, mostrando un taglio di capelli più corto e indossando sempre un costume stealth. Era anche più seria e con più esperienza. Superboy nons stava più con lei, e il suo posto fu preso invece da Lagoon Boy. Dopo la morte di sua madre, accettò di adottare Beast Boy come fratello minore. Ora era in grado di controllare la densità delle sue trasformazioni. La sua personalità era molto più scura, per esempio sondando aggressivamente le menti dei suoi nemici, lasciandoli catatonici. Nell'episodio "Dephts" si rivelò che il motivo della rottura della relazione fu il disaccordo di Superboy per questa azione, e che il colpo finale fu quello di M'gann cercò di fare lo stesso con lui per cancellare dalla sua memoria quel litigio. M'gann mostrava un rimorso visibile, in particolare facendo arrabbiare Superboy riguardo alla violazione della loro profonda connessione personale. Nell'episodio "Before the Dawn", M'gann si confrontò con Aqualad e lo attaccò telepaticamente per vendicarsi della sua presumibile uccisione di Artemis, ma la sua sonda rivelò che Artemis era ancora viva e che lavorava sotto copertura, e lei interruppe l'attacco inorridita. Successivamente entrò in uno shock mentale, diventando quasi non-reattiva e richiedendo una sollecitazione da parte dei suoi compagni di squadra nell'uso dei suoi poteri, che risultò nella veloce sconfitta per mano di Black Beetle, e quindi rifiutandosi di usare la sua telepatia. Dopodiché, Black Manta la fece catturare da Tigress e Deathstroke per fare in modo che aggiustasse la mente di Aqualad. Dopo averlo fatto, Miss Martian, Tigress (Artemis) e Kaldur pianificarono la propria fuga, che fu compromessa dal tentativo di omicidio di Black Manta per mano di Sportsmaster e Cheshire. Alla fine, Miss Martian e Sportmaster ebbero un accordo in cui sarebbero fuggiti tutti senza far saltare la copertura di Artemis e Kaldur. Dopo di ciò, lasciò Lagoon Boy per motivi di colpa e egoismo verso se stessa, anche se lui la perdonò in "Summit". Entrò in depressione quando seppe che Conner usciva con Wendy Harris, una loro compagna di scuola. In "Endgame", fu felice di sapere che in realtà, Conner aiutava Wendy con la sua relazione con un altro ragazzo. Dopo la morte di Wally West, mentre discutevano riguardo alla nuova relazione tra Tim Drake e Cassie Sandsmark, si riconciliarono, ma prima che potessero baciarsi furono chiamati nella sala conferenze da Aqualad, dove furono inviati in missione su Marte con Beast Boy.
- Miss Martian comparve come ospite nell'episodio "Let's get Serious" della serie animata Teen Titans Go!. Accompagnò Aqualad e Superboy a stanare l'H.I.V.E. in quanto i Titans erano troppo sciocchi per farlo nel modo appropriato.
- Miss Martian comparve nella serie web DC Super Hero Girls come studentessa della Super Hero High.
- Nella serie TV Supergirl è apparsa nella quarta puntata una ragazza che sostiene di essere Megan Morse (ovvero M'gann M'orzz) una marziana che si è rifugiata sulla terra dopo la guerra tra marziani bianchi e verdi.

Definendosi come ultima figlia di Marte, stupisce J'onn J'onnz che credeva di essere l'ultimo della sua specie.

### Film
- La versione Young Justice di Miss Martian comparve insieme a Wonder Girl, Artemis e Zatanna in un cameo come spettatrici in Scooby-Doo! e il mistero del wrestling[32][33].
- Miss Martian comparve anche nel film d'animazione Justice League vs. the Fatal Five.

### Videogiochi
- Miss Martian compare come personaggio giocabile nel videogioco Young Justice: Legacy.
- Miss Martian compare come personaggio giocabile in LEGO Batman 3: Gotham e oltre.